# Accountants in de fout
 Accountants in de fout geeft een verzameling van tientallen tuchtrechtuitspraken jegens accountants in de periode tot 2005. Heden ten dage worden deze uitspraken op internet gepubliceerd. In de jaren ervoor zijn een aantal uitspraken gericht op te zoeken op www.rechtspraak.nl. Maar de uitspraken in de decennia ervoor zijn door Pieter Lakeman gebundeld op rubriek met een uitgebreid afsluitend register. Bij aanvang en tussendoor duikt af en toe een bijtend commentaar op van de auteur.
In 2005  is het beschreven tuchtrecht in eerste aanleg nog voorbehouden aan twee Raden van Tucht te Den Haag en Amsterdam. Hoger beroep staat open bij het College van Beroep voor het bedrijfsleven. De auteur blijkt gehecht aan deze openbare tuchtrechtspraak en probeert de destijds bestaande plannen op het tuchtrecht te beperken met argumenten te bestrijden. Van de ingediende klachten in de periode 1994-2004 werd uiteindelijk, al of niet na beroep, 38% toegewezen. Slechts 8% van de klachten heeft betrekking op fouten in jaarrekeningen, de klassieke taak van de accountant. Een aantal onderwerpen krijgen in het boek extra aandacht:
- Het tuchtrecht als voorafje voor een civiele procedure om schadevergoeding te krijgen. De zaken van Ahold en Vie d'Or.
- Na een strafrechtelijke veroordeling dient de koepel NIVRA standaard een tuchtrechtklacht in.
- De diverse straffen.  Doorhaling, tijdelijke schorsing, berisping, waarschuwing, schuldig zonder maatregel. De auteur mist juist bij deze beroepsgroep de geldboete als tuchtinstrument.
- GBR, de Gedrag- en Beroepscode uit 1994.[4]
- Een nieuwe boekhoudkundige standaard IFRS. De auteur is er fel op tegen omdat het manipulatie van de cijfers door het zittende management uitlokt.
- De Forensische accountancy. Deze bedrijfstak vond zijn Waterloo in het tuchtrechtproces tegen Bram Peper. De auteur moet er niets van hebben. Het is vaak een instrument om met veel geld iemand bij voorbaat al dan niet terecht te beschadigen. Een voorbeeld is de “Wassenaarse seksrel”,[5] die door een forensisch accountant werd onderzocht.[6]
- Het axiomatisch voorbehoud. Dit is het voorbehoud dat accountants sowieso maken na het geven van een goedkeurende controle. Het houdt in dat na een volmaakte controle tegen georganiseerd bedrog door de bedrijfsleiding geen controle is opgewassen. De auteur zou liever zien dat de accountant dit voorbehoud niet alleen in de tuchtrechtspraak gebruikt. Het zo ook elke handtekening van de accountant als voetnoot/disclaimer moeten sieren.
- Bij beursgenoteerde bedrijven zijn de aandeelhouders slechts formeel bevoegd de accountant te kiezen. In feite kiest de directie haar favoriete controleur.
- Twee grote fraudezaken.

De kwestie Ahold, waar de directie van Ahold Deloitte op kwalijke wijze haar accountant uit de wind probeerde te houden door te veel schuld op zich te nemen. 
Levensverzekeraar Vie d’Or waar naast de accountant Deloitte ook de verzekeringskamer steken liet vallen. Dit hoofdstuk van het boek is heden ten dage integraal op internet te vinden.
Anno 2014 kan geconstateerd worden dat Pieter Lakeman dertig jaar geleden reeds was begonnen om het belang van onkreukbare accountants voor de samenleving te benadrukken.